# Джинсы-талисман
«Джинсы-талисман» (англ. The Sisterhood of the Traveling Pants) — художественный фильм, драма 2005 года. Фильм снят по роману Энн Брешерс «Союз „Волшебные штаны“».

## Сюжет
Четыре лучшие подружки: мятежница Тибби (Эмбер Тэмблин), скромная и рассудительная Лина (Алексис Бледел), неистовая и безудержная Бриджет (Блейк Лайвли), и импульсивная Кармен, от которой идёт основное повествование в фильме (Америка Феррера) — вынуждены разъехаться на летние каникулы. Волей случая будущие матери четырёх подруг ходили в один спортивный зал на аэробику для беременных. Всю жизнь они были вместе, вместе переживали горести и радости, вместе тайком проникали в тот самый зал, где их матери познакомились и устраивали посиделки. А теперь они выросли и это первое лето, которое они проведут порознь. В последний день перед прощанием девушки, гуляя по магазинам, случайно находят необычные джинсы, которые, несмотря на разный рост и комплекцию, идеально подходят каждой из них. В этот же день купленные в складчину джинсы были признаны талисманом их дружбы и связующим звеном между ними. Договорившись, подруги решают, что каждая из них будет носить по очереди эти джинсы неделю, а потом отправлять следующей, сопровождая запиской о том, что самого замечательного случилось с ней за эти семь дней.
Первой джинсы достались Лине, так как она уезжала дальше всех — к бабушке и дедушке покорять Грецию и изучать язык. Художница и мечтательница, которую пугает то, что «все меня видят с одной стороны». Но в тех, кто пытается спрятать свою красоту, всегда есть что-то ещё, большее, убеждает её Костас (Майкл Рэйди), молодой рыбак, очарованный Линой. Несмотря на натянутые отношения их семей, Лине всё же удаётся убедить дедушку, что ей необходимо рискнуть всем, чтобы быть с тем, кого она любит.
Следующей джинсы переходят к Тибби — оставшейся в городе на заработки, на технику для документального фильма. В одни из таких рутинных будней, она случайно находит в магазине незнакомую девочку без сознания. Спустя несколько дней эта же девочка, по имени Бейли (Дженна Бойд), приносит джинсы, которые по ошибке доставили не туда. Узнав, о том, что Тибби снимает кино о человеческом отчаянии и неудачах, Бейли тут же напрашивается в ассистентки. Нашей героине не удаётся ей отказать, хотя эта мысль ей совсем не по душе. Снимая фильм, она постоянно замечает, что Бейли вмешивается, задаёт какие-то свои вопросы, что злит её, тем не менее, благодаря Бейли у Тибби появляется новый друг — игроман Брайан. Однажды, совершенно случайно, она узнаёт, что у её новой приятельницы лейкоз — рак крови. Бейли признается, что боится больше не смерти, а того, что не успеет чего-то достичь. Несмотря на это, они продолжают свой фильм, до тех пор, пока Бейли внезапно не исчезает. Придя в больницу, девушка даёт обещание, что она закончит свой фильм. Дома Тибби находит кассету с записью Бейли, примерившей волшебные джинсы.
Пуэрториканка Кармен отправляется на лето погостить к отцу, собираясь отлично провести время, но на месте её ожидает не самый приятный сюрприз — отец собирается снова жениться, у его избранницы двое «идеальных» детей, с которыми её отцу, кажется, даже интереснее. В истории Кармен лежит проблема общения отцов и детей: девушку пугают столь резкие изменения в его поведении, ей кажется, что отец перестал обращать на неё внимание и стыдится её, а будущая жена ни о чём, кроме предстоящей свадьбы больше не говорит. На примерке платьев для подружки невесты Кармен выходить из себя, убегая из дома, а после, обнаружив, что её не искали, разбивает кухонное окно и уезжает домой, так и не поговорив с ним о волнующей её проблеме.
Бриджет едет в женский спортивный лагерь. Там она, пренебрегая всеми правилами, пытается влюбить в себя молодого спортсмена — тренера Эрика, желая найти жизненное равновесие после смерти матери. По окончании этих летних каникул она понимает, что нужно отпускать себя и жить настоящим, а не пытаться копировать ту, которой больше, к сожалению, нет.
В конце фильма все вместе они помогают Кармен поговорить с отцом и найти им общий язык.
Все девушки пережили нечто важное этим летом и сильно изменились. И заслуга в этом вовсе не чудесных джинсов, а в вере в друг друга и крепкой дружбе.

## В ролях
- Эмбер Тэмблин — Тибби Роллинс
- Блэйк Лайвли — Бриджет Вриланд
- Алексис Бледел — Лина Калигарис
- Америка Феррера — Кармен Лоуэл
- Дженна Бойд — Бэйли Граффман
- Майк Фогель — Эрик Ричман
- Майкл Рэйди — Костас Донас
- Брэдли Уитфорд — Альберт Лоуэл
- Нэнси Трэвис — Лидия Родман
- Кайл Шмид — Пол Родман
- Эмили Теннант — Криста Родман
- Кристи Марсден — Оливия
- Эрика Хаббард — Диана
- Леонардо Нэм — Брайан Макбрайан
- Рэйчел Тикотин — мать Кармен
- Эрни Лайвли — отец Бриджет

## Саундтрек
Альбом с песнями к фильму выпустил лейбл «Columbia Records» 24 мая 2005 года.
1. «These Days» — Chantal Kreviazuk (3:57)
2. «Unwritten» — Natasha Bedingfield (4:19)
3. «Black Roses Red» — Alana Grace (4:12)
4. «If God Made You» (Radio Remix) — Five For Fighting (4:16)
5. «Just For You» — William Tell (3:46)
6. «Closer To You» — Brandi Carlile (2:54)
7. «No Sleep Tonight» — The Faders (3:00)
8. «I Want You To Know» — Chantal Kreviazuk (3:19)
9. «Be Be Your Love» — Rachael Yamagata (4:14)
10. «Sun’s Gonna Rise» — Shannon Curfman (3:55)
11. «Simple» — Katy Perry (3:39)
12. «Always There In You» — Valli Girls (3:46)

Инструментальную музыку написал композитор Клифф Эйдельман — альбом был выпущен лейблом «Varèse Sarabande» 12 июля 2005.
1. Prologue (3:44)
2. Deja Blue (1:04)
3. Fate (1:01)
4. Rules of the Pants (3:26)
5. A Touch of Greece (1:18)
6. Honey (1:10)
7. The Traveling Pants (:53)
8. Reflection (2:07)
9. Running (1:26)
10. Traveling to Baja (:39)
11. The Way of the Pants (:34)
12. Letter (1:48)
13. Broken Heart (1:16)
14. A Brave Soul (1:15)
15. Last Words (:58)
16. Us (2:18)
17. Sisterhood Reunites (1:14)
18. Together (1:29)
19. The Traveling Song (3:17)
20. Piano Suite (4:03)

## Релиз

### Кассовые сборы
Бюджет фильма составил $25 млн. Картина вышла в прокат 31 мая 2005 и в премьерные выходные заняла 5 место по сборам с результатом $9 833 340.. Общие сборы составили $42,013,878, из них $39 053 061 пришлось на прокат в США и остальные $2 813 513 — в прокате за рубежом.

### Выпуск на видео
В США фильм вышел на DVD 11 октября 2005 года.

### Сиквел
У всех четырёх актрис был подписан контракт на участие в сиквеле, съёмки которого начались в июне 2007 года. Релиз картины «Джинсы-талисман 2» состоялся 6 августа 2008. Картина была снята по мотивам второй и третьей книг серии, а действие происходит после окончания школы и до поступления в колледж. В отличие от первой картины, продолжение получило более жёсткий рейтинг «Детям до 13-ти лет просмотр не рекомендуется».